# Disocactus macdougallii
Disocactus macdougallii ist eine Pflanzenart aus der Gattung Disocactus in der Familie der Kakteengewächse (Cactaceae). Das Artepitheton macdougallii ehrt den nordamerikanischen Botaniker Thomas Baillie MacDougall (1895–1973). Ein spanischer Trivialname ist „Nopalillo“.

## Beschreibung
Disocactus macdougallii wächst stark verzweigend mit ausgespreizten Trieben, welche länglich, linealisch und leuchtend grün sind. Sie werden 15 bis 45 Zentimeter lang, weisen gezähnte Ränder auf und sind zum Teil basal verjüngt mit stumpfer Spitze und 2 bis 5 Zentimeter breit. Die Areolen sind klein und unbedornt.
Die seitlich erscheinenden Blüten sind trichterig breit, leuchtend purpurrosa und 7 bis 8 Zentimeter  lang und etwa 6,5 Zentimeter im Durchmesser groß.

## Verbreitung, Systematik und Gefährdung
Disocactus macdougallii ist in dem mexikanischen Bundesstaat Chiapas bei San Cristóbal de las Casas oberhalb von 2500 Metern verbreitet.
Die Erstbeschreibung als Lobeira macdougallii erfolgte 1944 durch Edward Johnston Alexander. Wilhelm Barthlott stellte die Art 1991 in die Gattung Disocactus. Weitere nomenklatorische Synonyme sind Heliocereus macdougallii (Alexander) Doweld (2002), Nopalxochia macdougallii (Alexander) W.T.Marshall (1946) und Nopalxochia macdougallii (Alexander) Bravo (1972, nom. illeg.).
In der Roten Liste gefährdeter Arten der IUCN wird die Art als „Endangered (EN)“, d. h. als stark gefährdet geführt.

## Nachweise